# کاسه چشم
کاسهٔ چشم، چشم‌خانه یا حَدَقه (انگلیسی: Orbit) یک جفت حفرهٔ استخوانی هستند که کره چشم، ماهیچه‌ها، عصب‌ها، رگ‌ها و چربی همراه آن‌ها و بخش اعظم دستگاه اشکی را در خود جای می‌دهند. دهانه کاسه چشم توسط دو چین متحرک و نازک به نام پلک محافظت می‌شوند.

## استخوان‌های تشکیل‌دهنده کاسه چشم
یک حفرهٔ هرمی است که قاعدهٔ آن در جلو و راس آن در عقب قرار دارد.
- لبهٔ کاسه‌چشمی در بالا توسط استخوان‌ پیشانی ساخته می‌شود که در آن یک بریدگی یا مجرا برای عبور رگ‌ها و اعصاب بالاکاسه‌چشمی (سوپرا اوربیتال) وجود دارد.[۵]

- لبهٔ خارجی کاسه چشم توسط زوائد استخوان‌های پیشانی و گونه‌ای (زیگوماتیک) تشکیل می‌گردد.[۶]

- لبهٔ داخلی کاسه چشم توسط زوائد فک بالا و استخوان پیشانی تشکیل می‌گردد.[۷][۸]

- لبهٔ پایینی کاسه چشم توسط استخوان‌های گونه‌ای و فک بالا ساخته می‌شود.

- سقف کاسه چشم توسط صفحهٔ کاسه‌چشمی (اوربیتال) استخوان پیشانی تشکیل می‌شود که حفرهٔ کاسه‌چشمی را از گودی جمجمه‌ای پیشین (حفرهٔ کرانیال قدامی) و لوب پیشانی مغز جدا می‌کند.[۹]

- دیوارهٔ خارجی کاسه چشم از استخوان گونه‌ای و بال بزرگ پروانه‌ای ساخته می‌شود.

- دیواره داخلی کاسه چشم از جلو به عقب توسط زوائد پیشانی فک بالا، استخوان اشکی، صفحهٔ کاسه‌چشمی پرویزنی (اتموئید) و تنهٔ پروانه‌ای ساخته می‌شود.[۱۰]

- کف کاسه چشم توسط صفحهٔ کاسه‌چشمی فک بالا ساخته می‌شود که حفرهٔ اوربیتال را از سینوس بَرواره‌ای (ماگزیلاری) جدا می‌کند.

## نگارخانه

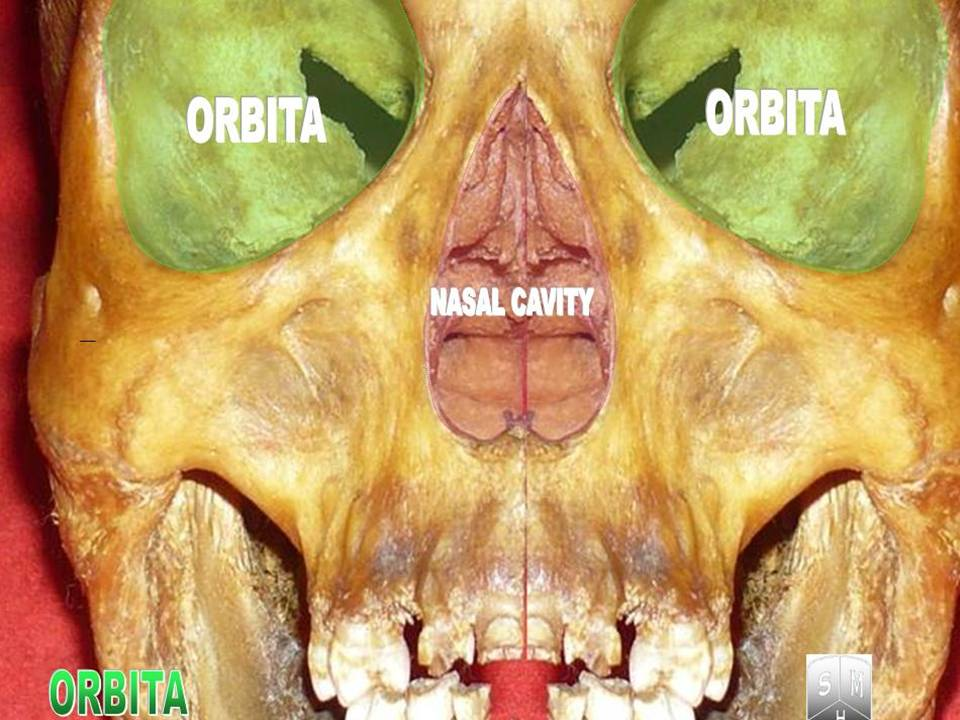
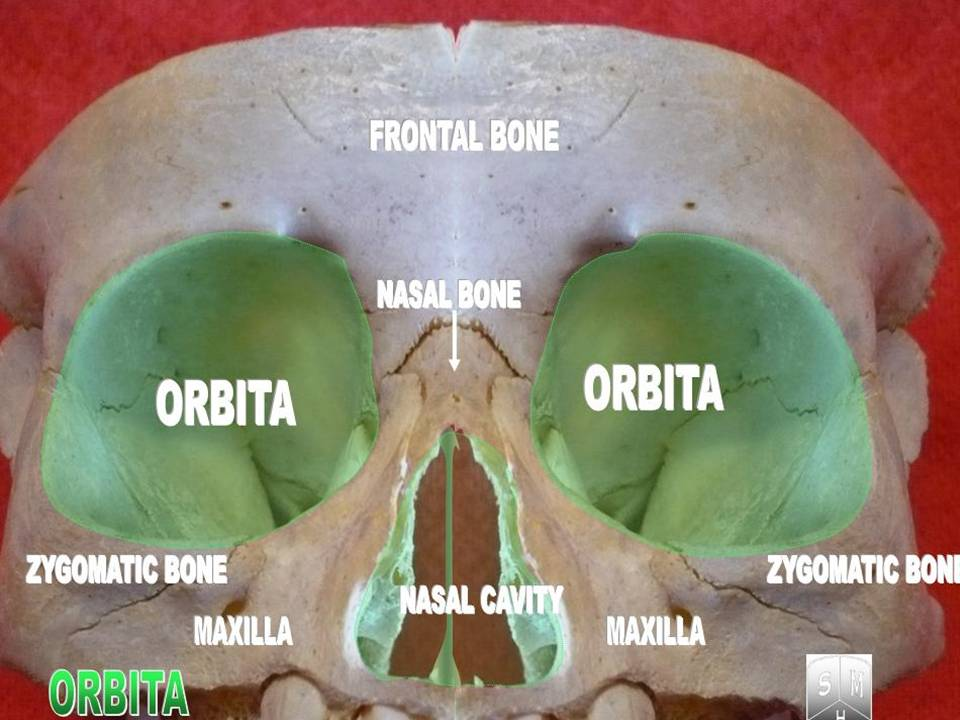
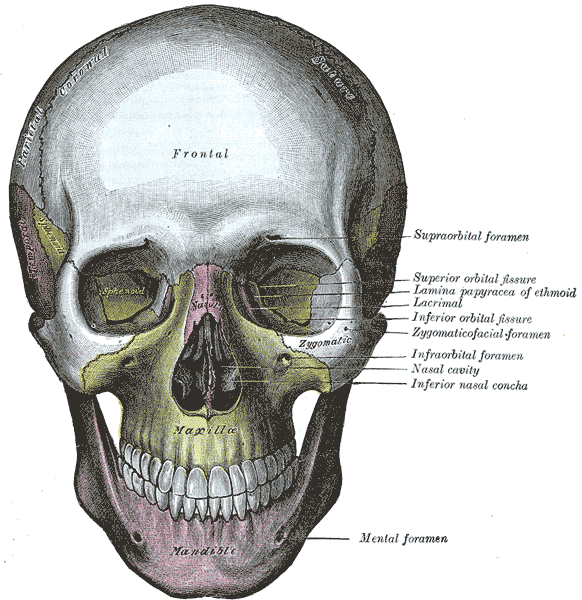
جمجمه از جلو
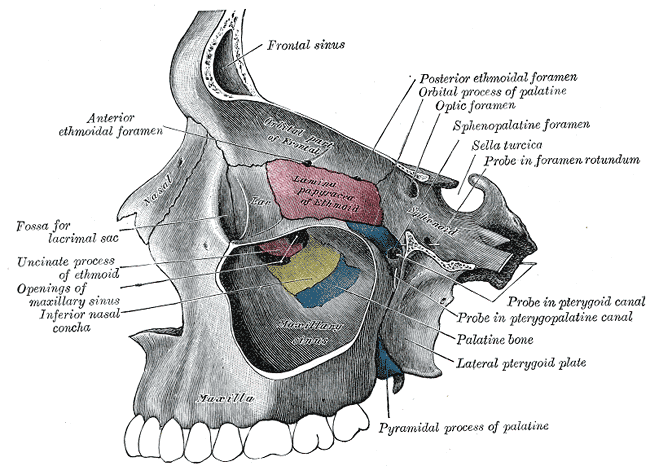
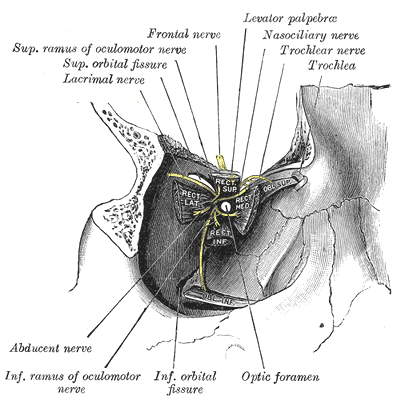
کالبد شکافی که منشأ عضلات چشم راست و اعصاب ورودی از شکاف اربیتال فوقانی را نشان می‌دهد.
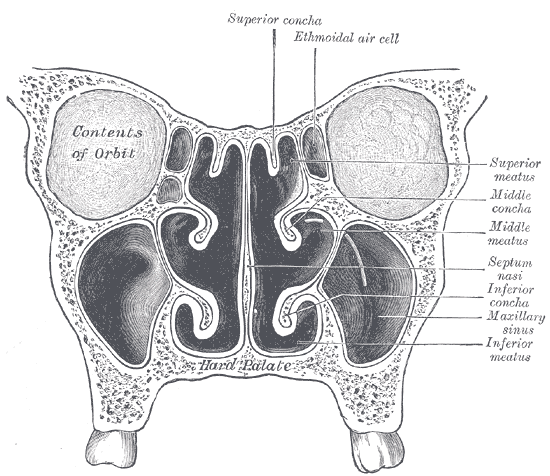
بخش تاجی حفره های بینی
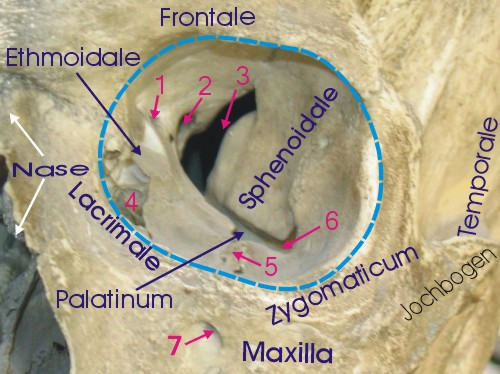
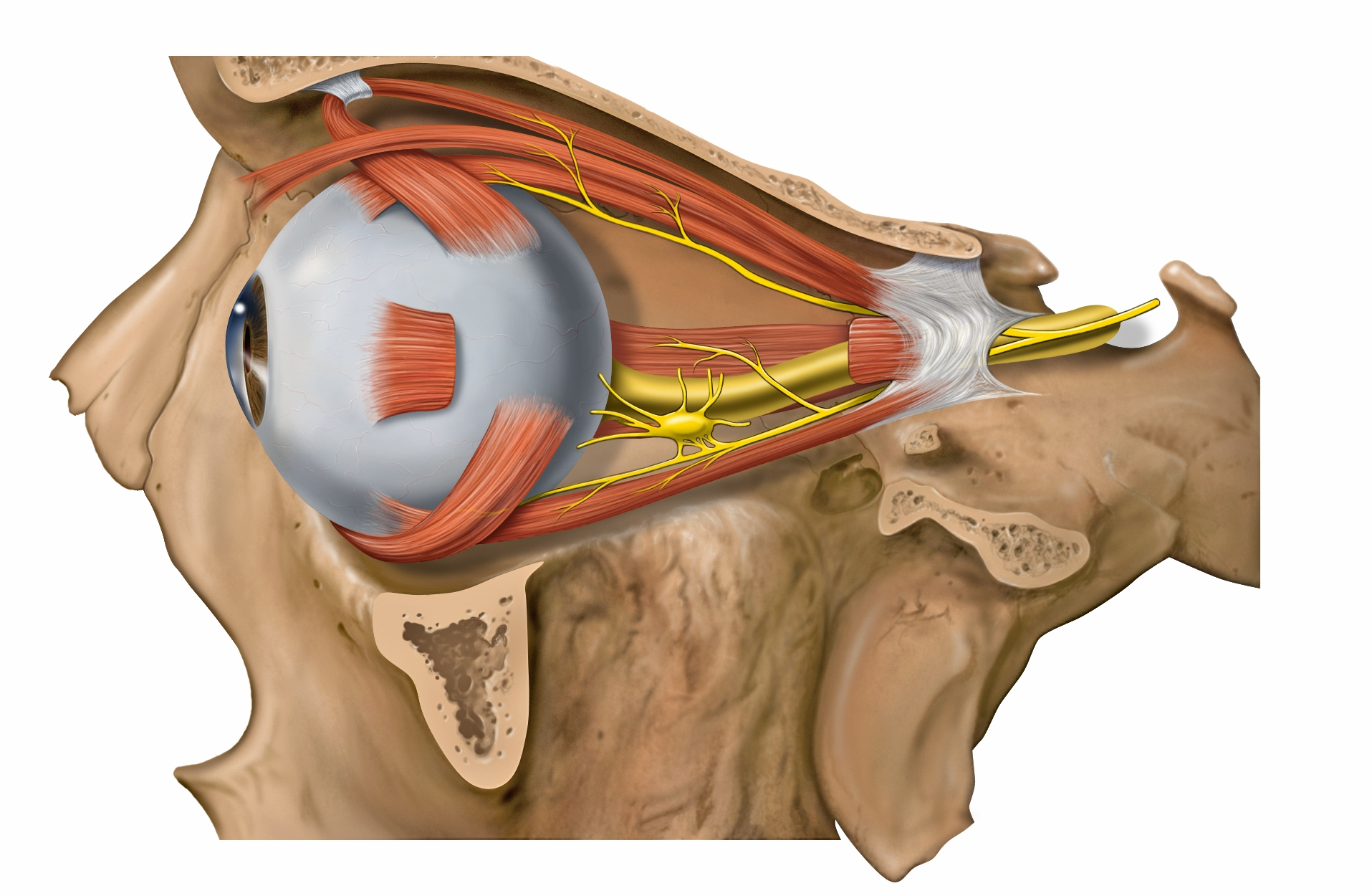
اعصاب مدار جانبی
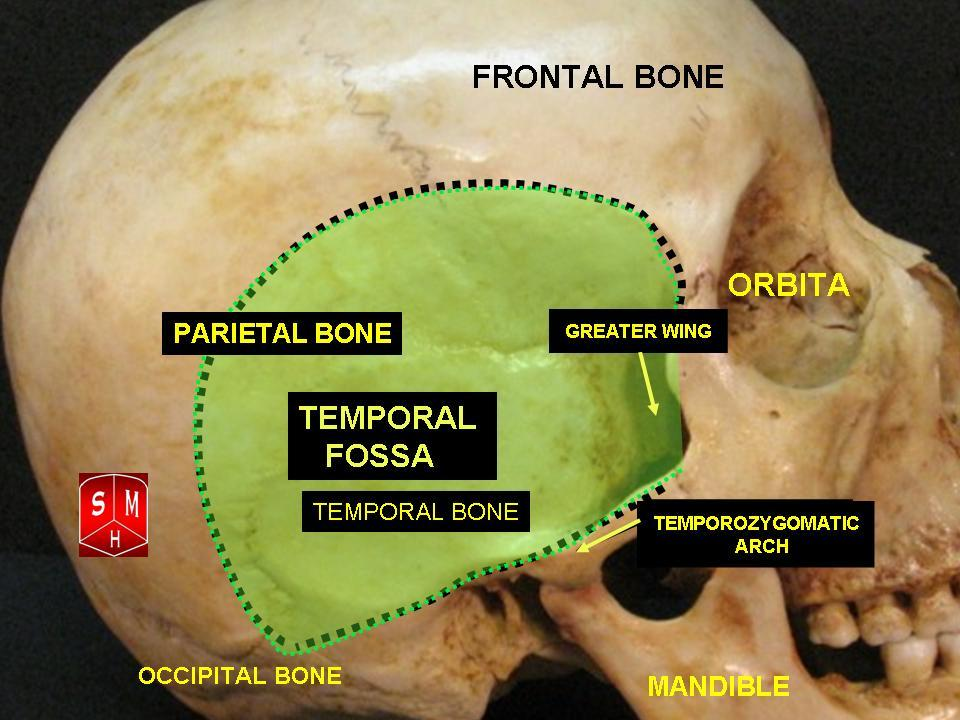
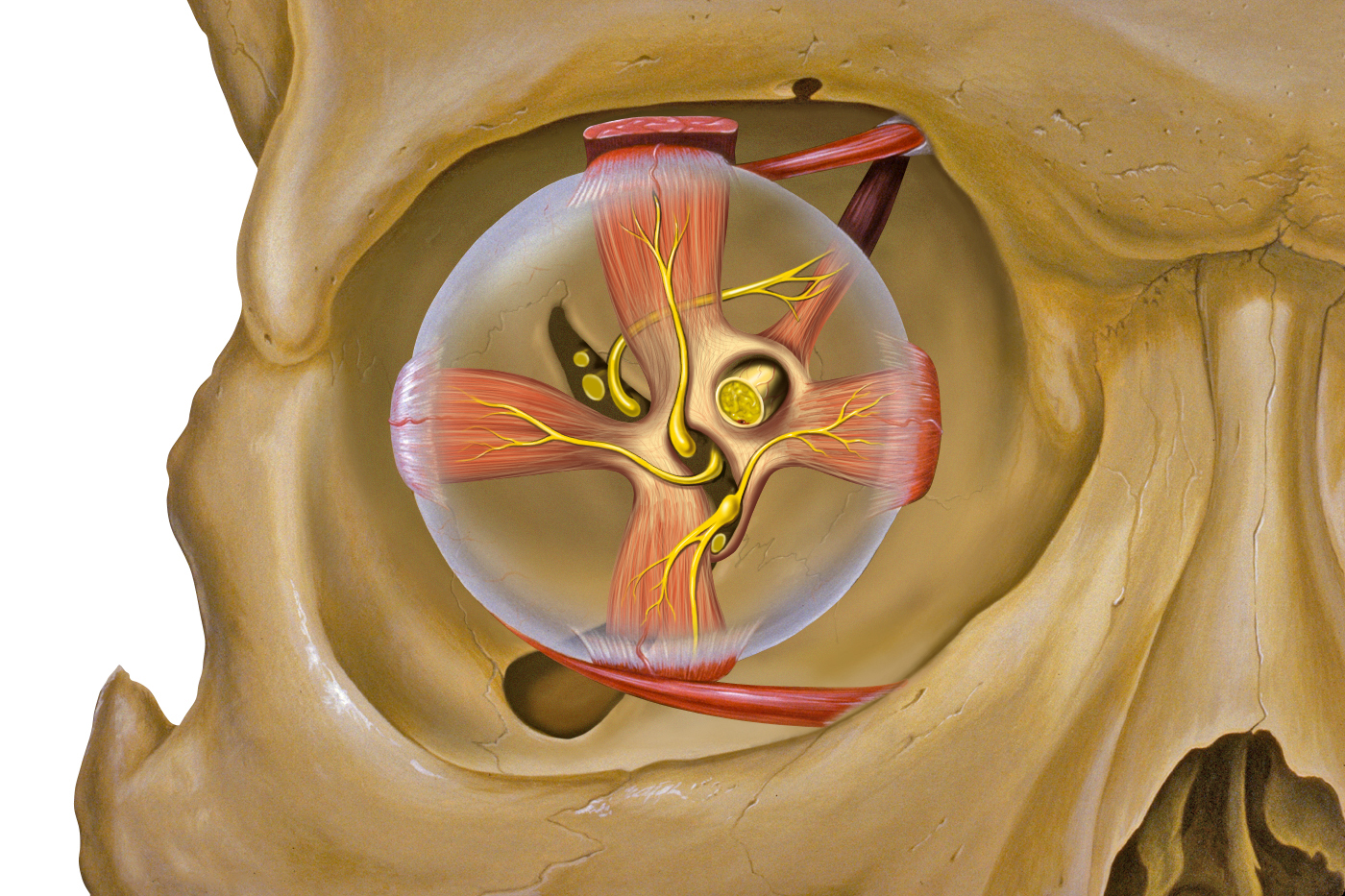
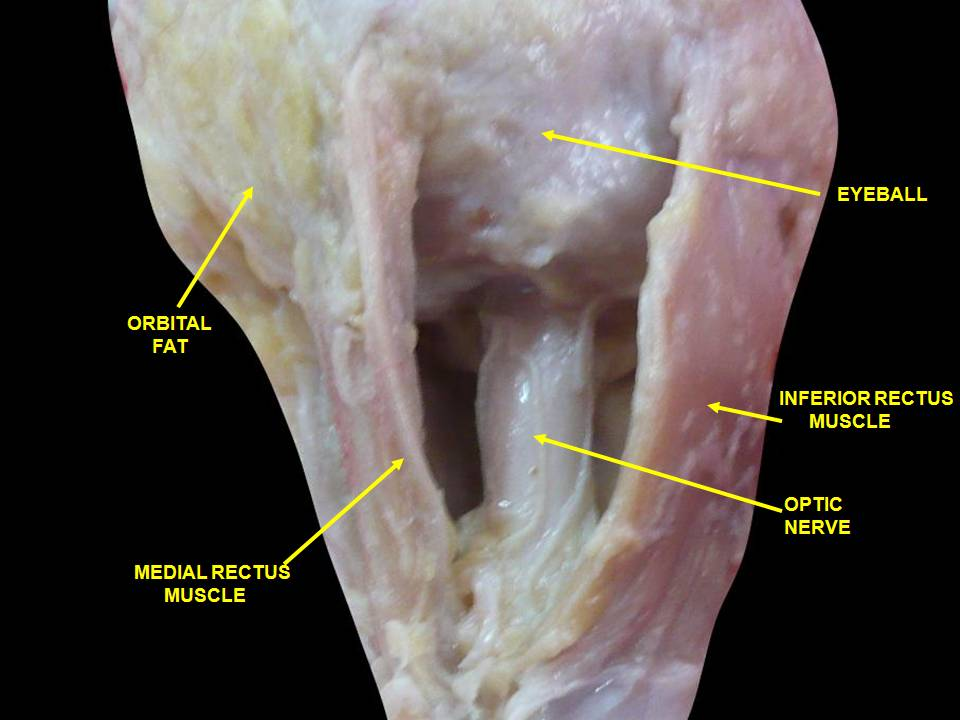
عضله بیرونی چشم اعصاب اوربیت. تشریح عمیق.
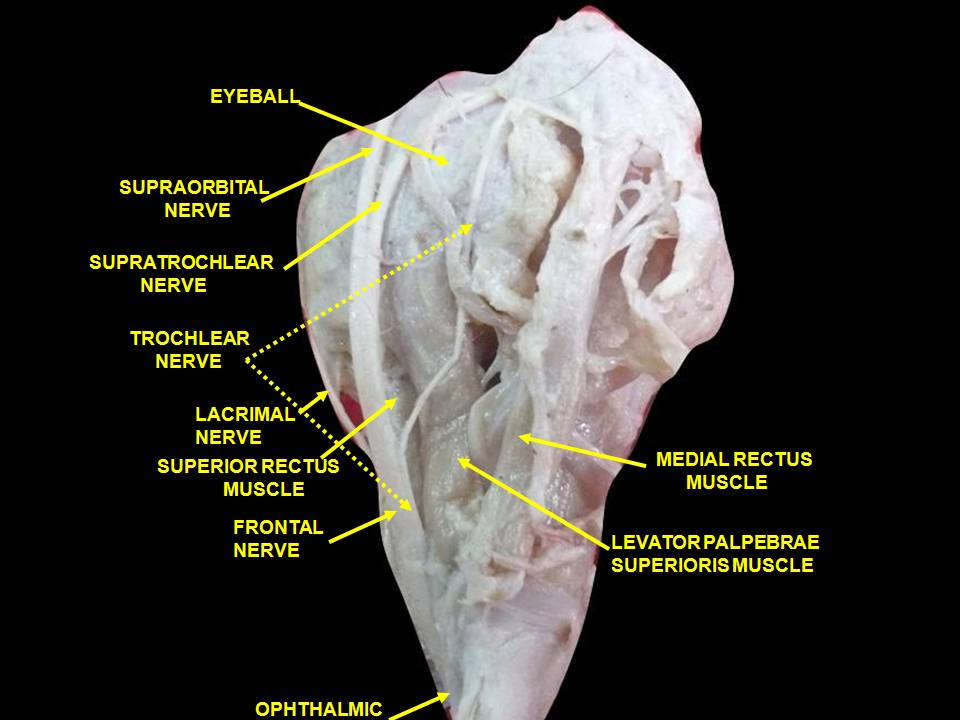
عضله بیرونی چشم اعصاب اوربیت. تشریح عمیق.
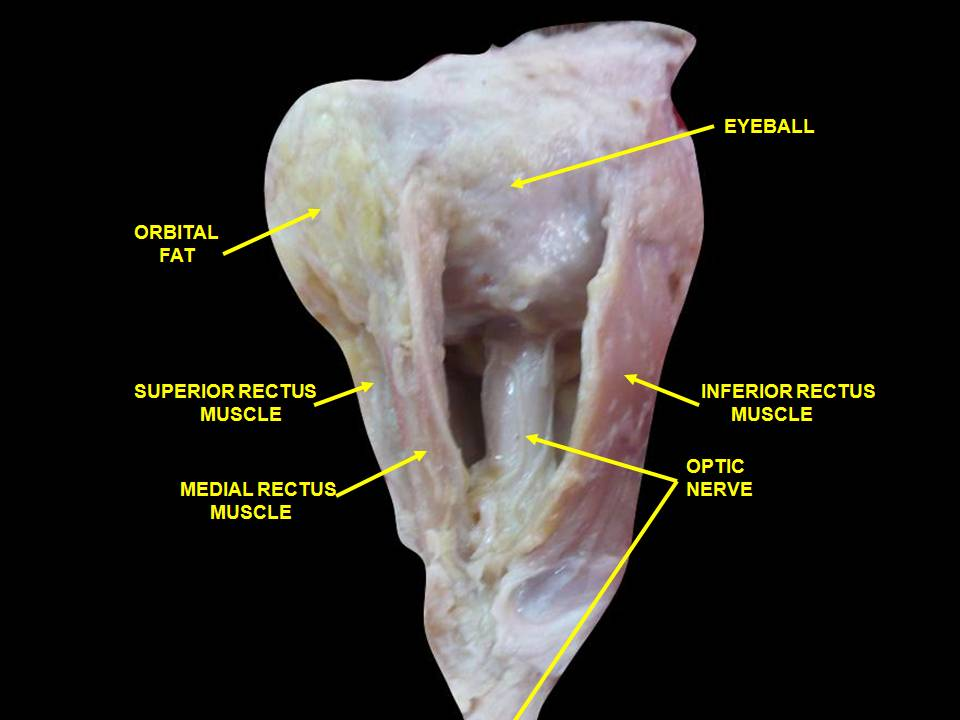
عضله بیرونی چشم اعصاب اوربیت. تشریح عمیق.
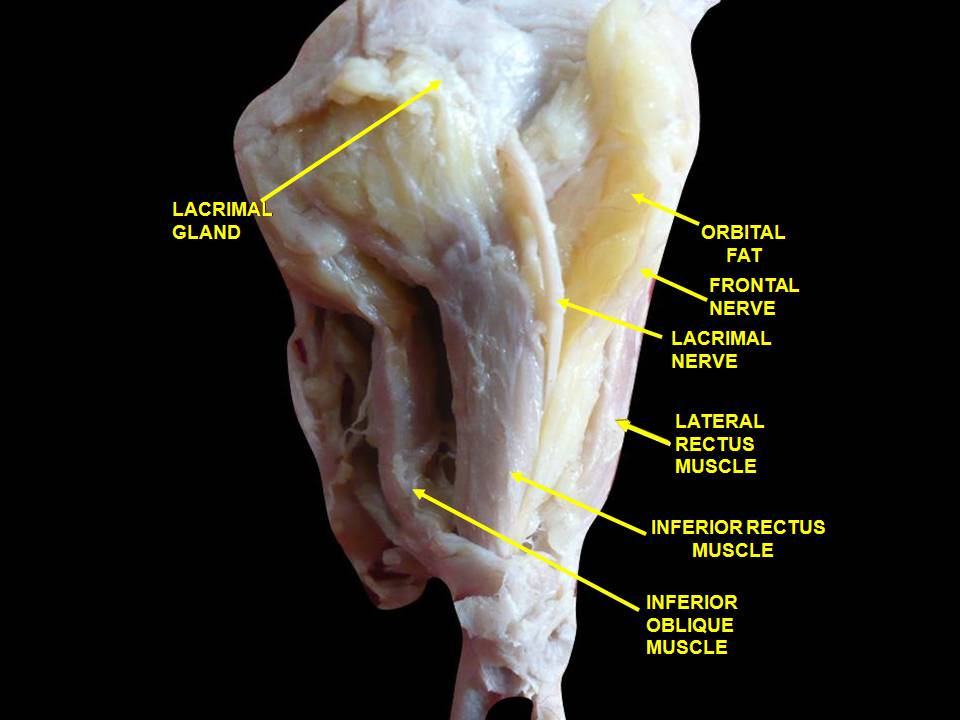
عضله بیرونی چشم اعصاب اوربیت. تشریح عمیق.
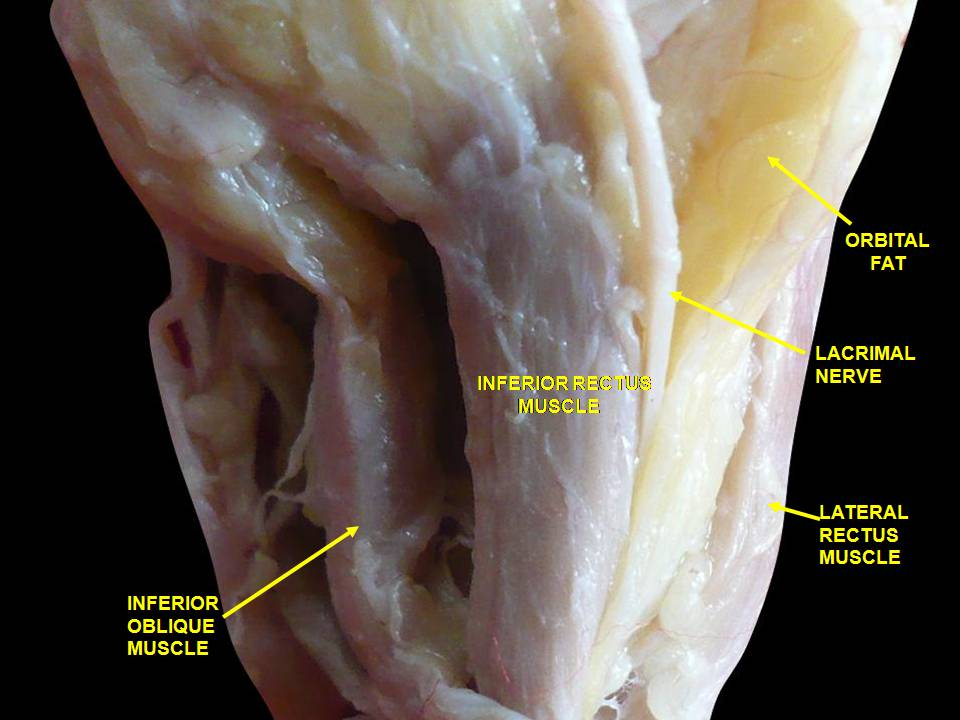
عضله بیرونی چشم اعصاب اوربیت. تشریح عمیق.